# إقصاص
قرية إقصاص هي إحدى القرى التابعة لمركز المراغة بمحافظة سوهاج في جمهورية مصر العربية. وحسب إحصاءات سنة 2006، فقد بلغ إجمالي السكان في أقصاص 11597 نسمة، منهم 6082 رجل و5515 امرأة.